# Palazzo Dal Verme
Il Palazzo Dal Verme fu la dimora nobiliare di una delle famiglie più potenti della corte viscontea e sforzesca del XV secolo. Resta oggi il cortile, fra le maggiori testimonianze di edilizia civile di epoca rinascimentale a Milano. Si trova in via Giacomo Puccini 3.

## Storia e descrizione
Il palazzo fu edificato da Luigi Dal Verme (1390-1449), conte di Sanguinetto, alla metà del XV secolo su terreni situati nella Contrada di San Giovanni sul muro donati dai Duchi di Milano. Il Dal Verme iniziò la sua carriera di condottiero al servizio del Conte di Carmagnola, di cui sposò la figlia, Luchina Bussone. Fu poi capitano di ventura sotto le insegne di Filippo Maria Visconti, dal quale ottenne i feudi di Bobbio e Voghera, e in seguito alla morte di questi combatté al fianco di Francesco Sforza. La costruzione fu poi proseguita dal figlio Pietro e dal nipote Federico.
Il complesso, giunto in buone condizioni fino al XX secolo, fu duramente colpito dalle bombe del 1943, che ne distrussero la facciata. Sopravvive oggi la corte, inserita all'interno di un moderno complesso condominiale del dopoguerra.
Si accede alla corte da un androne, che presenta la decorazione rinascimentale originaria, costituita da affreschi che ricoprono le volte a crociera, sorrette da peducci scolpiti. Il cortile regolare è aperto da portici sui quattro lati di quattro arcate ciascuno. Reggono le arcate colonne in pietra sormontate da capitelli compositi a foglie d'acanto, che ospitano targhe a testa di cavallo con stemmi non più leggibili. Sopra gli archi corre una decorazione di cornicioni e cordonature in cotto, restaurate in base alle parti superstiti. Fra i pennacchi degli archi, una serie di tondi in pietra alterna stemmi nobiliari a profili di personaggi della corte sforzesca. Al centro, vera da pozzo scolpita, risalente al XV secolo.

## Galleria d'immagini

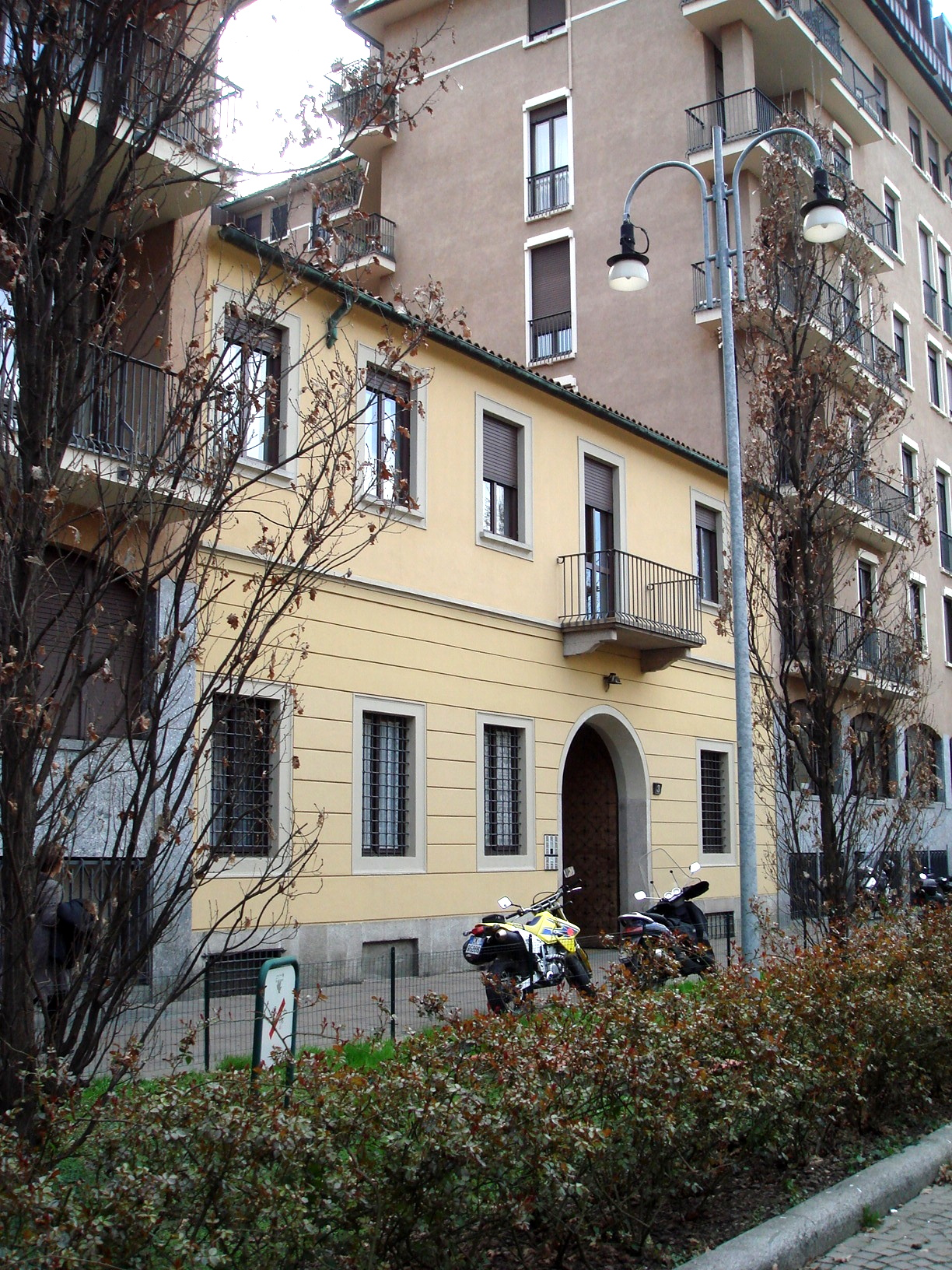
Facciata.
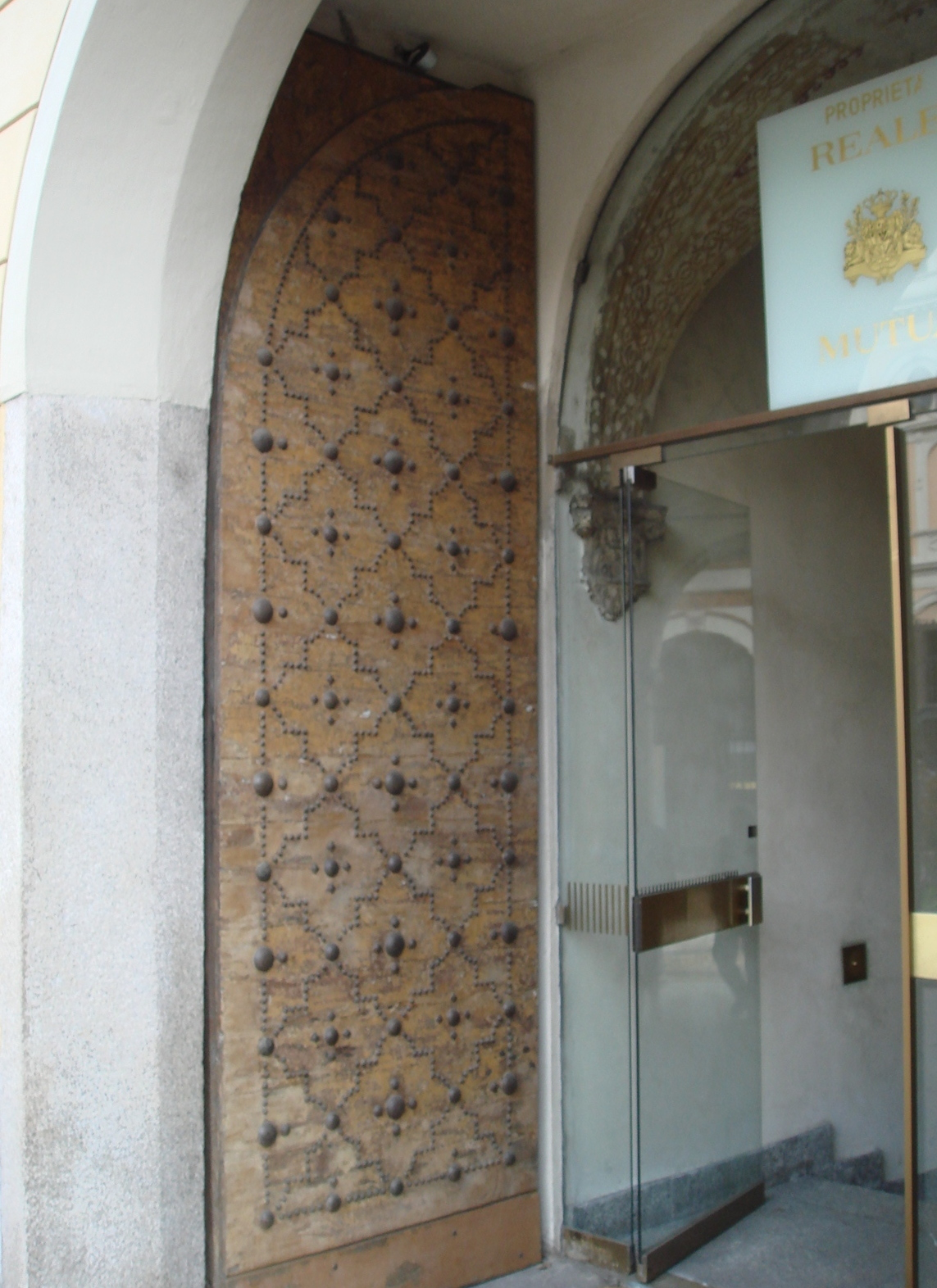
Portone.
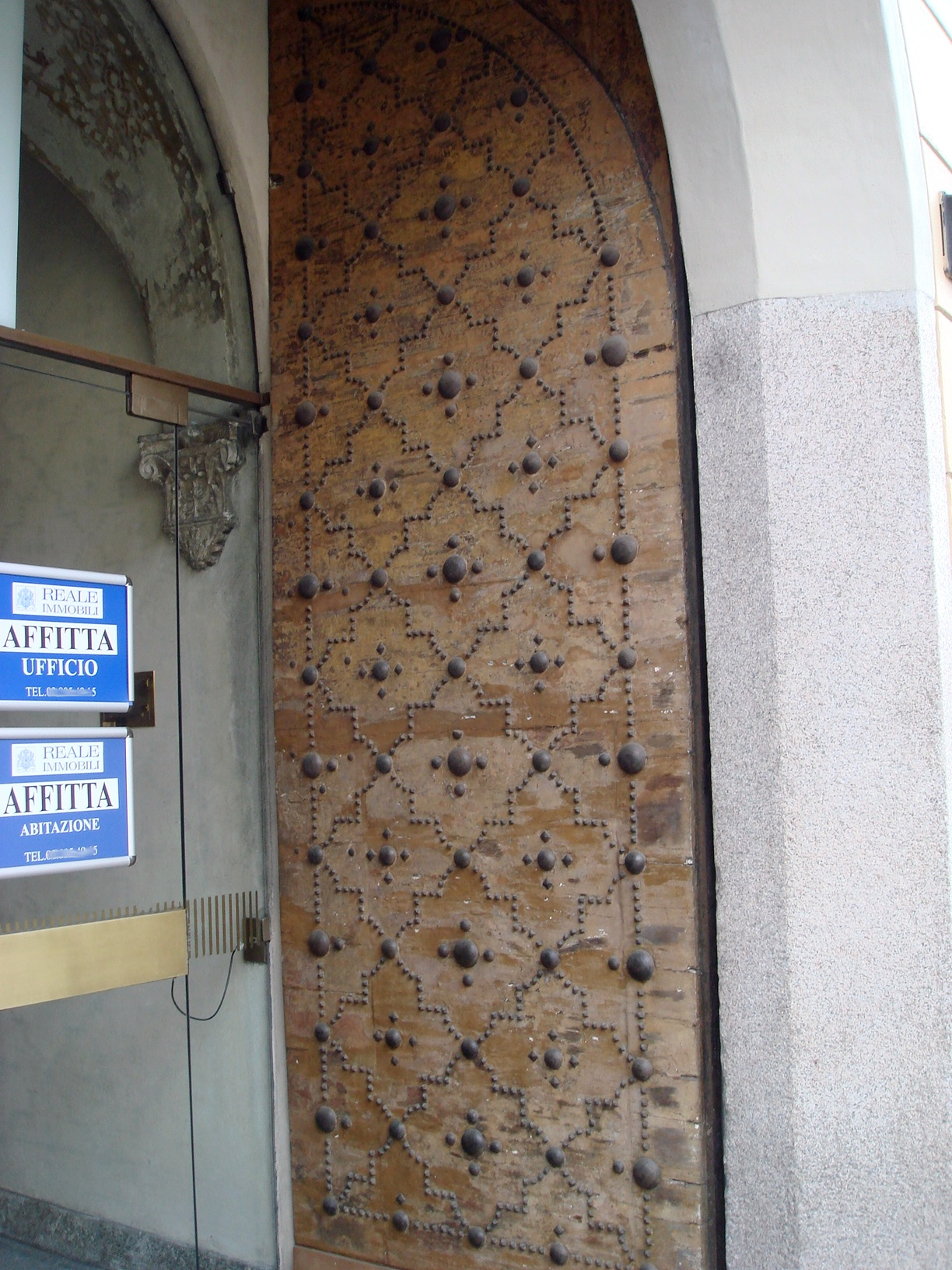
Portone.
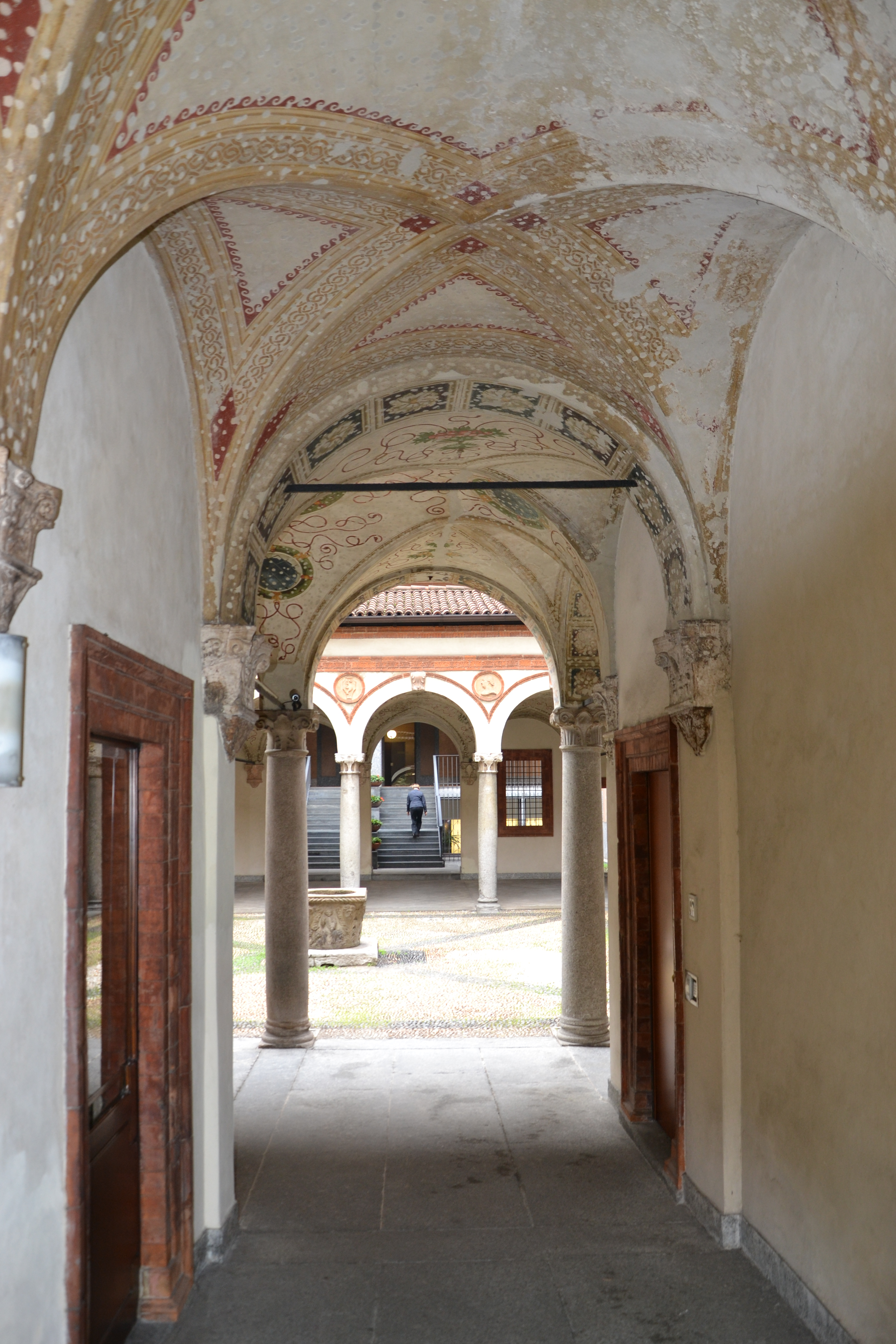
Andito d'ingresso
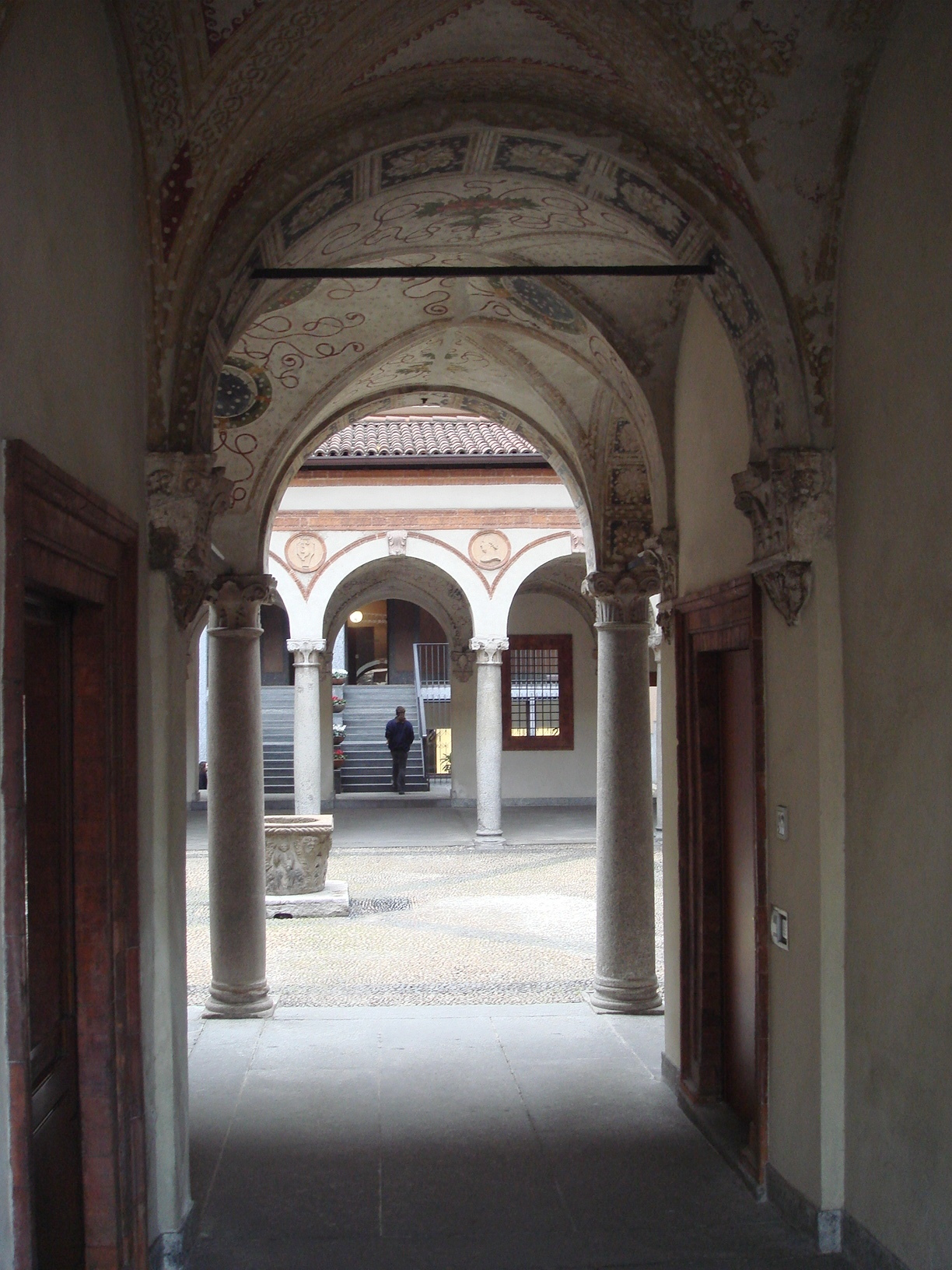
Andito.
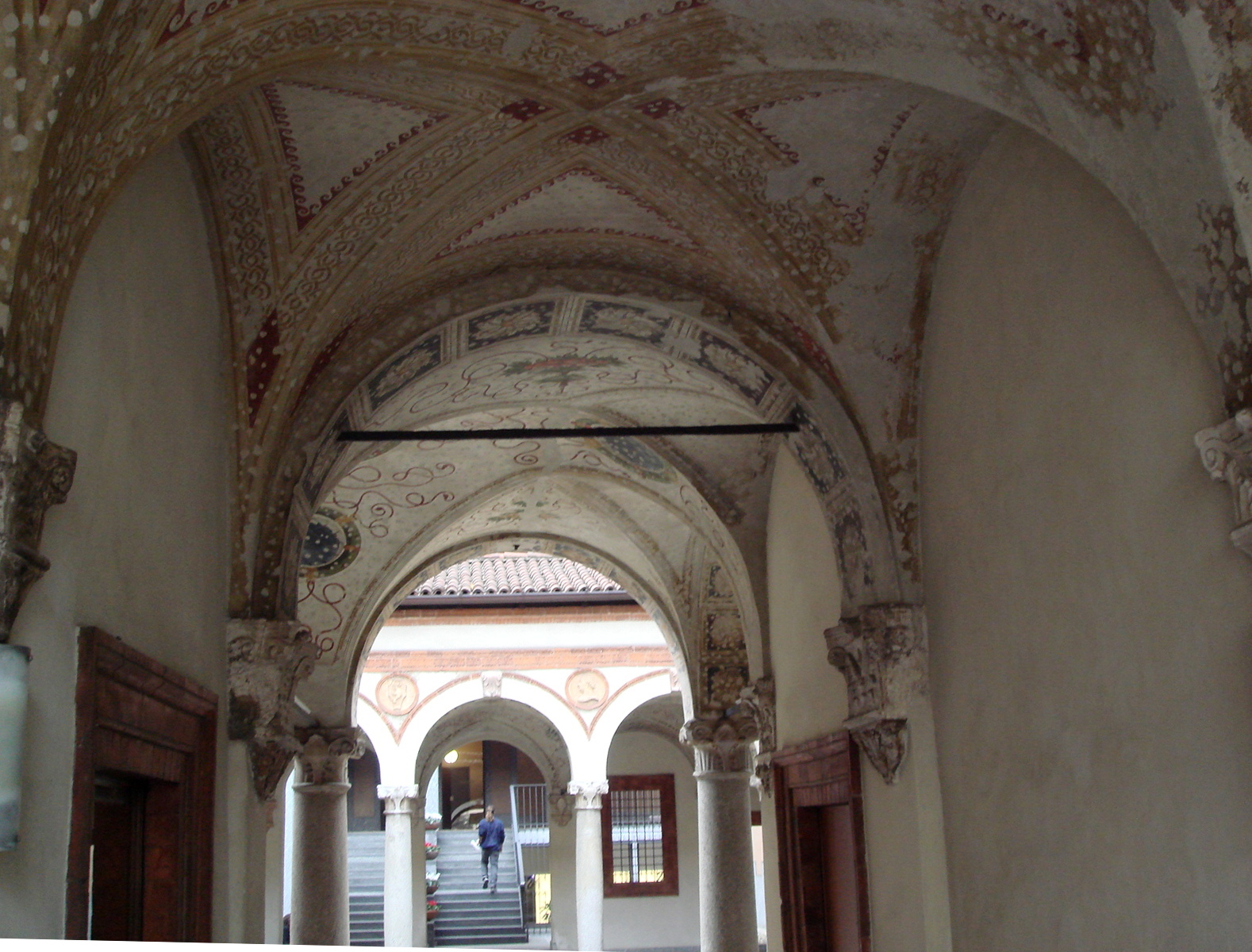
Andito.
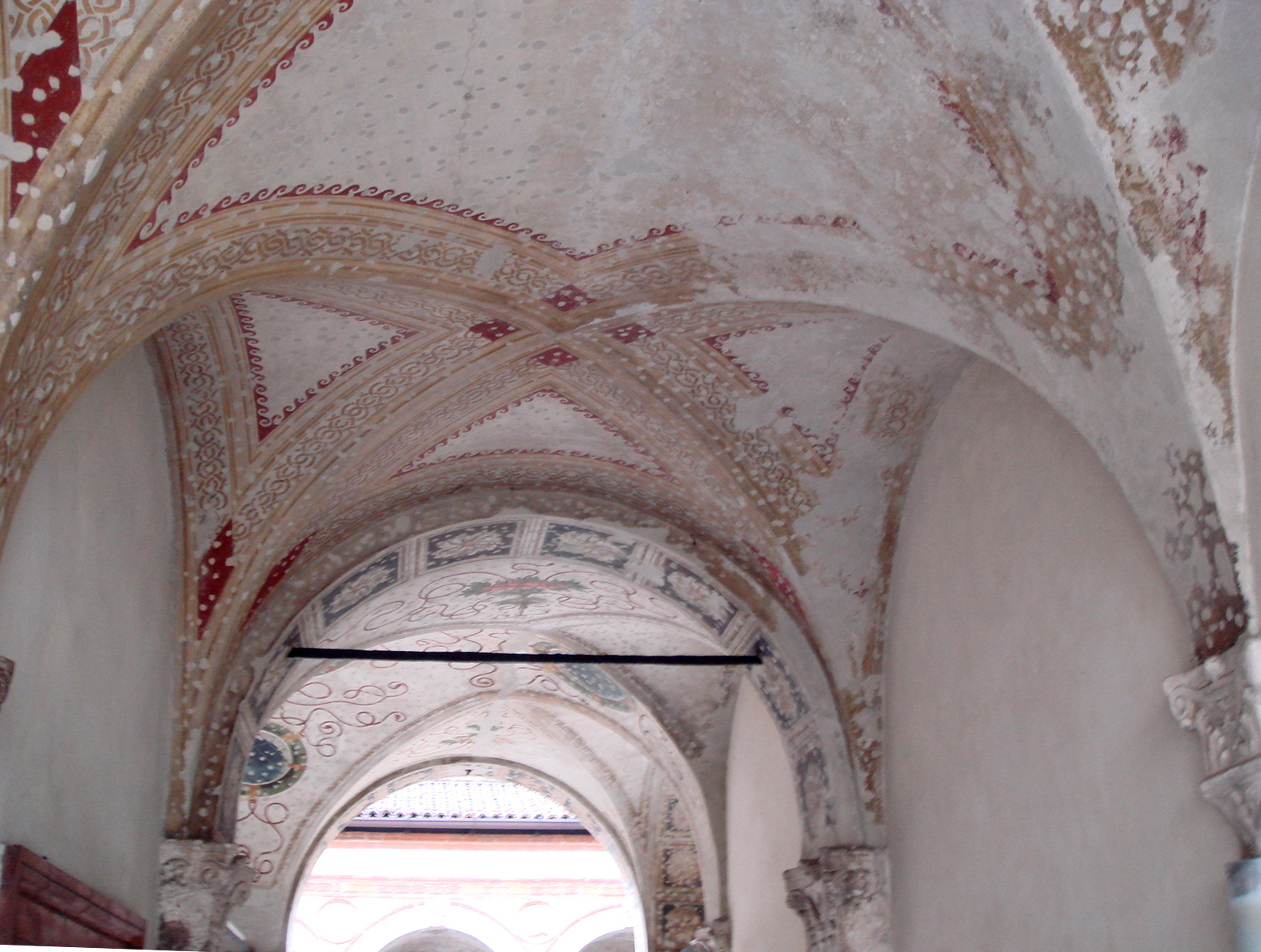
Andito.
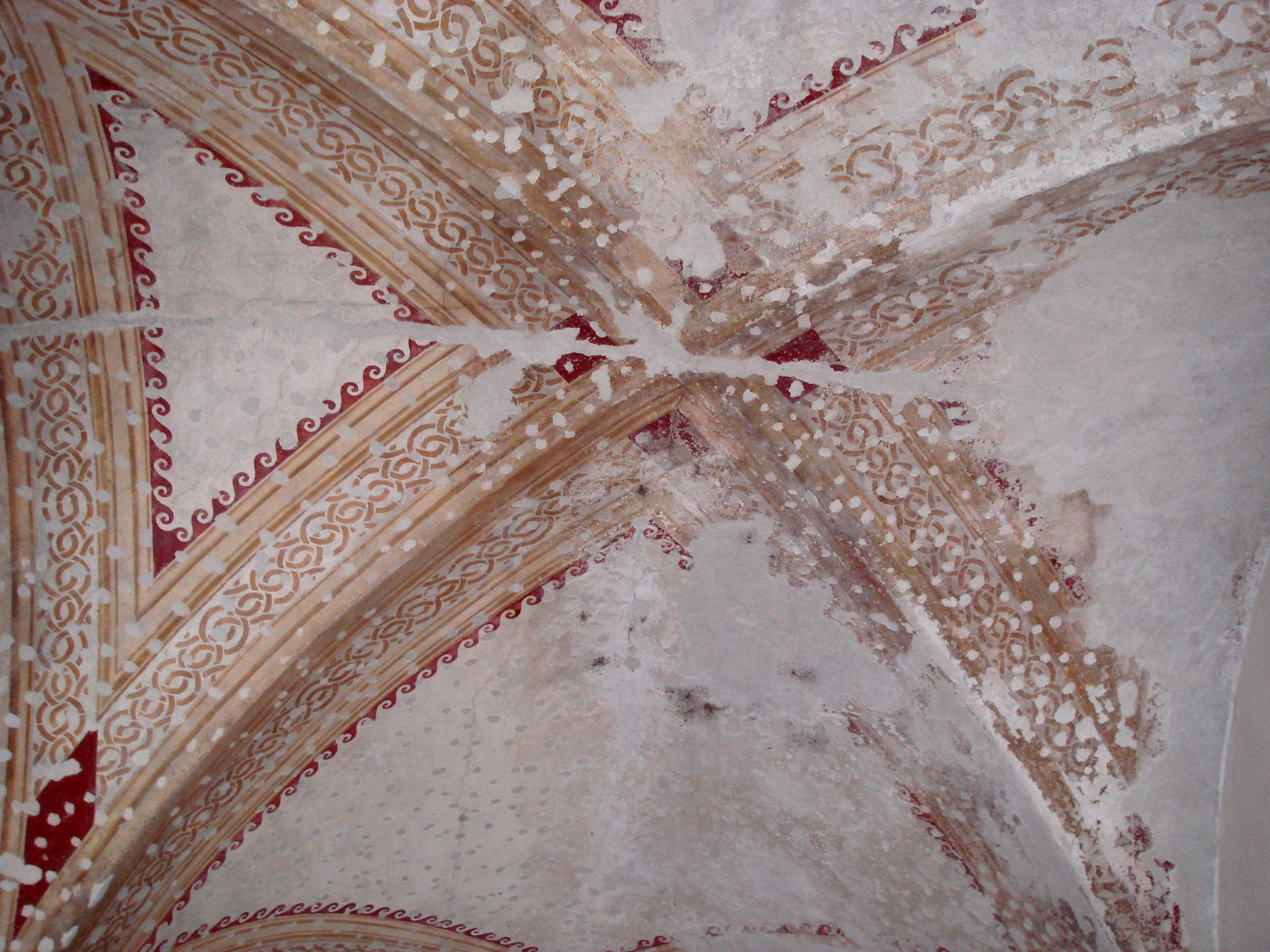
Andito.
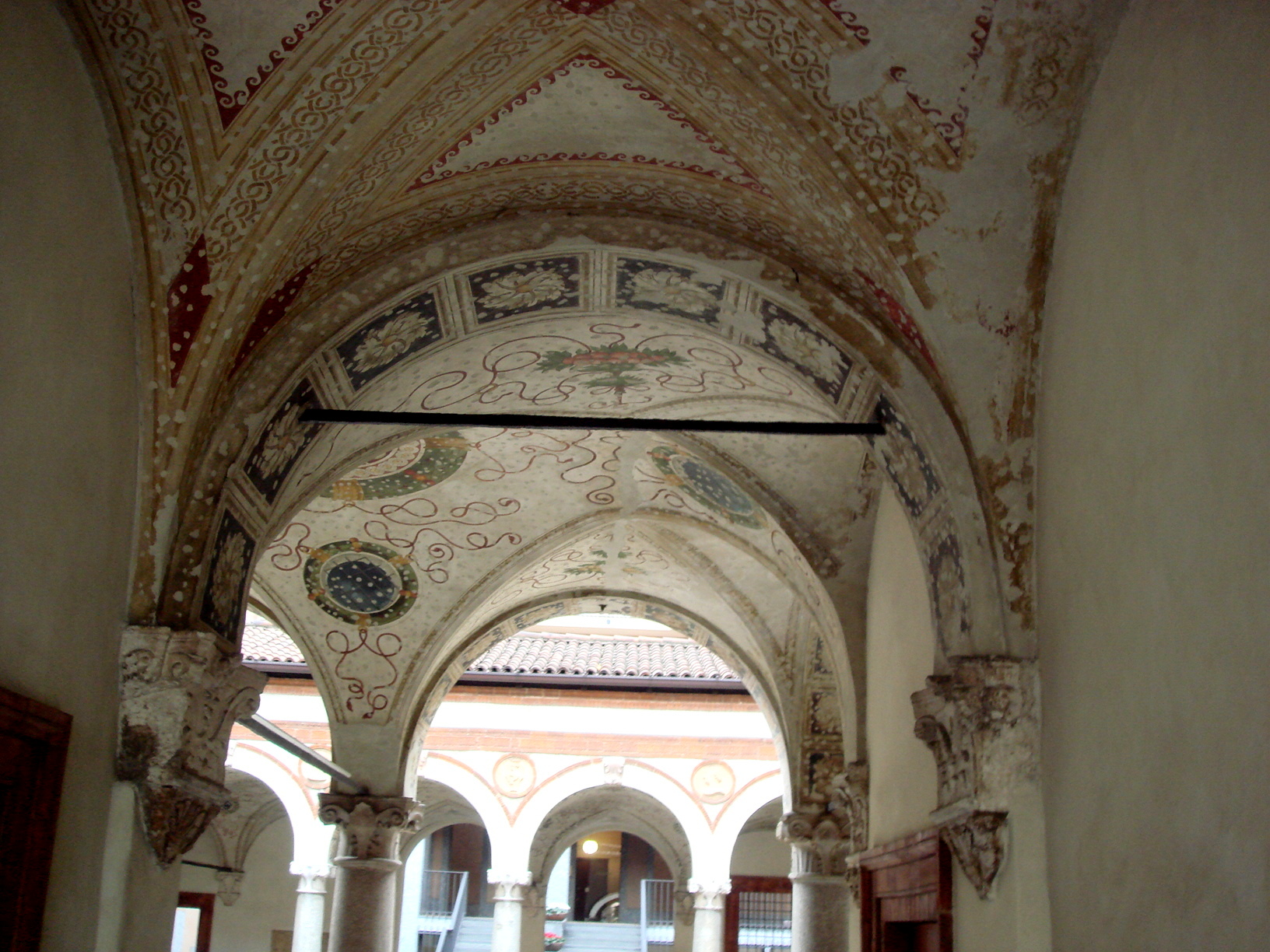
Andito.
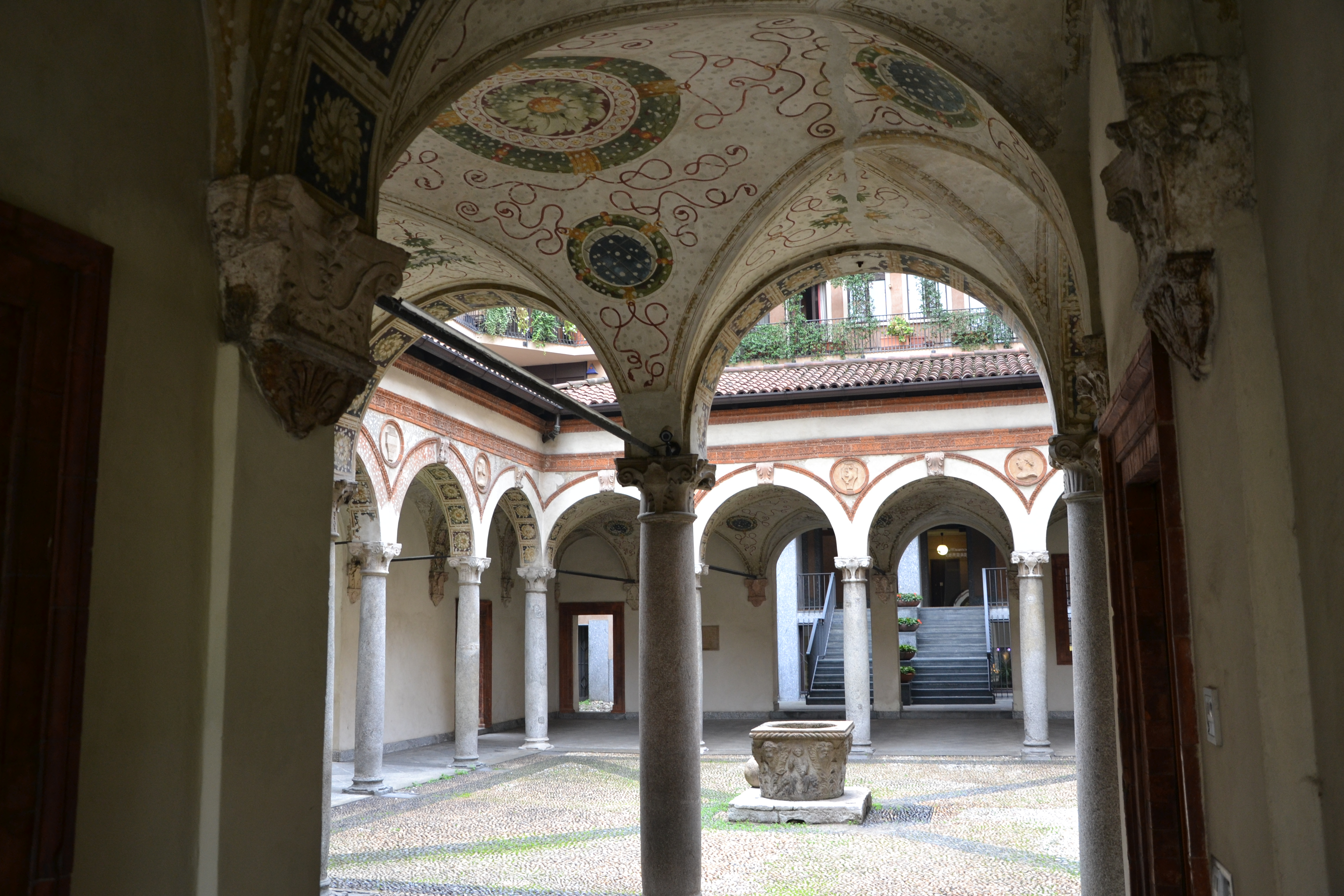
Le volte affrescate

### Chiostro / Cloister

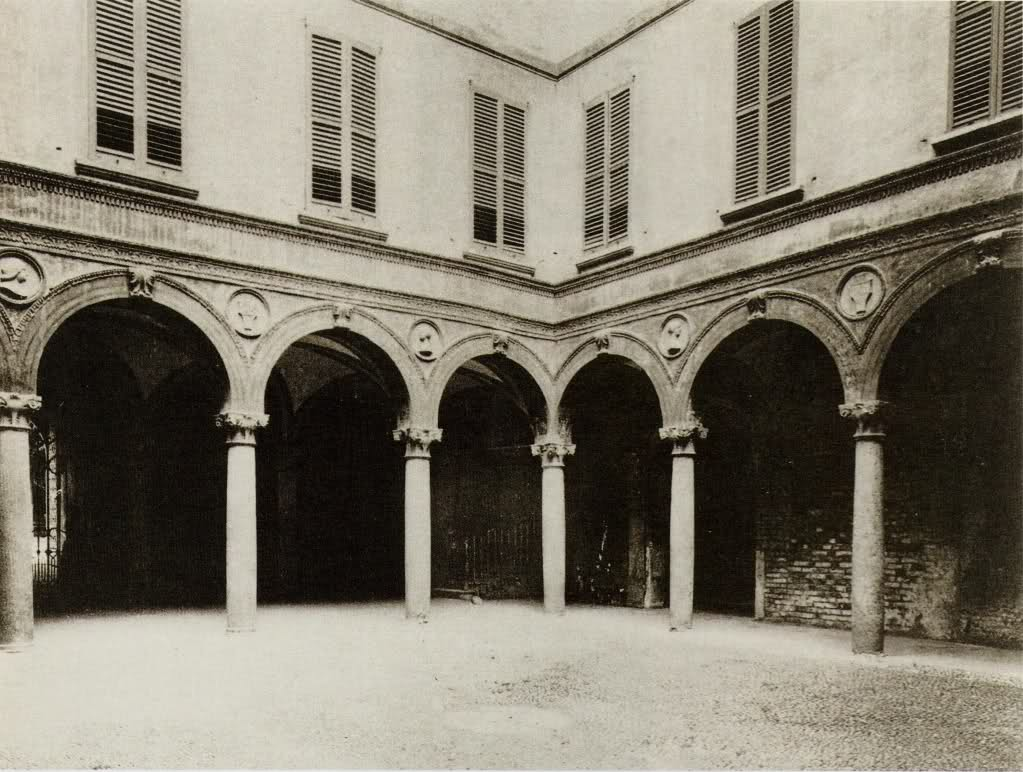
fotografia antecedente i danni bellici
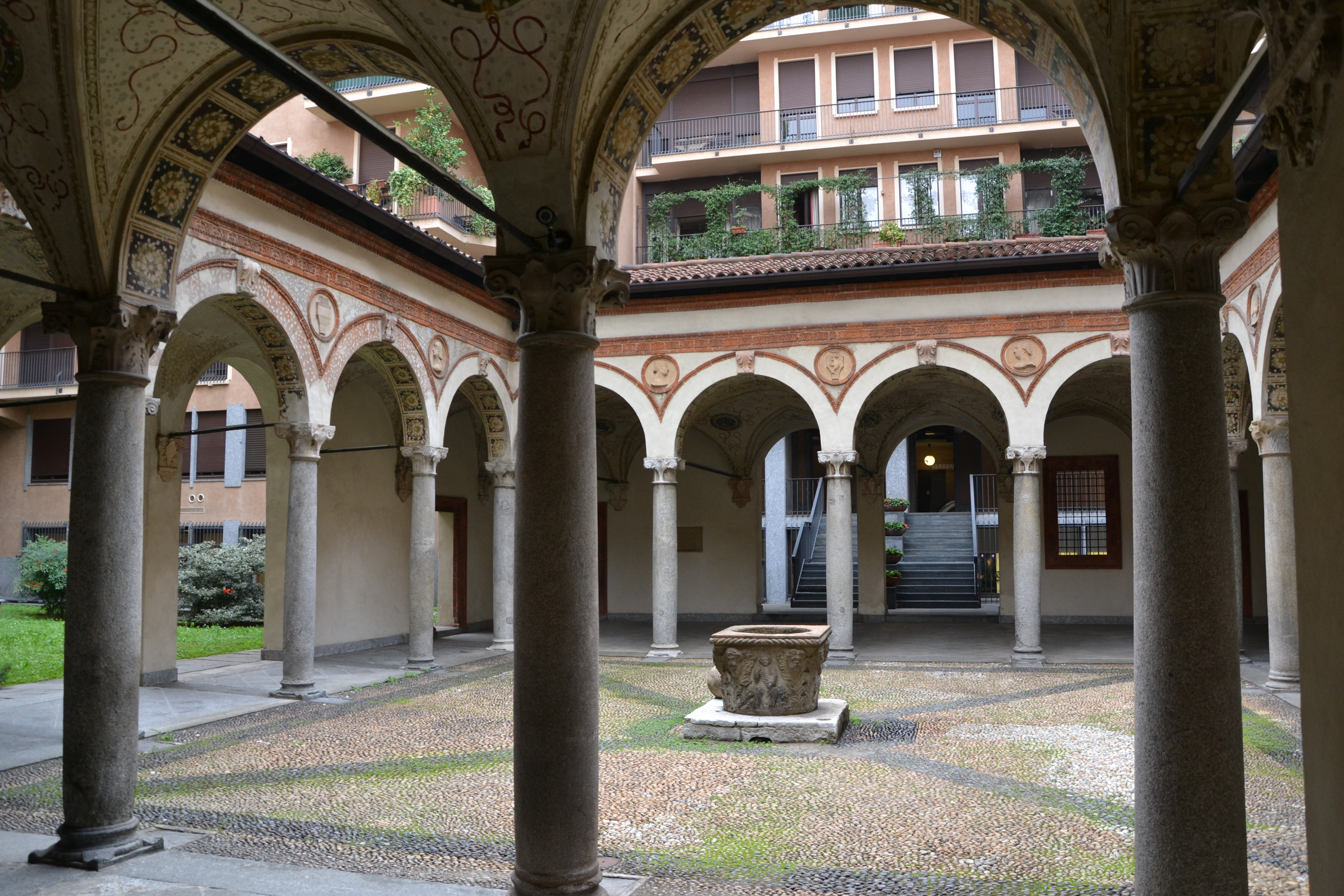
veduta della corte
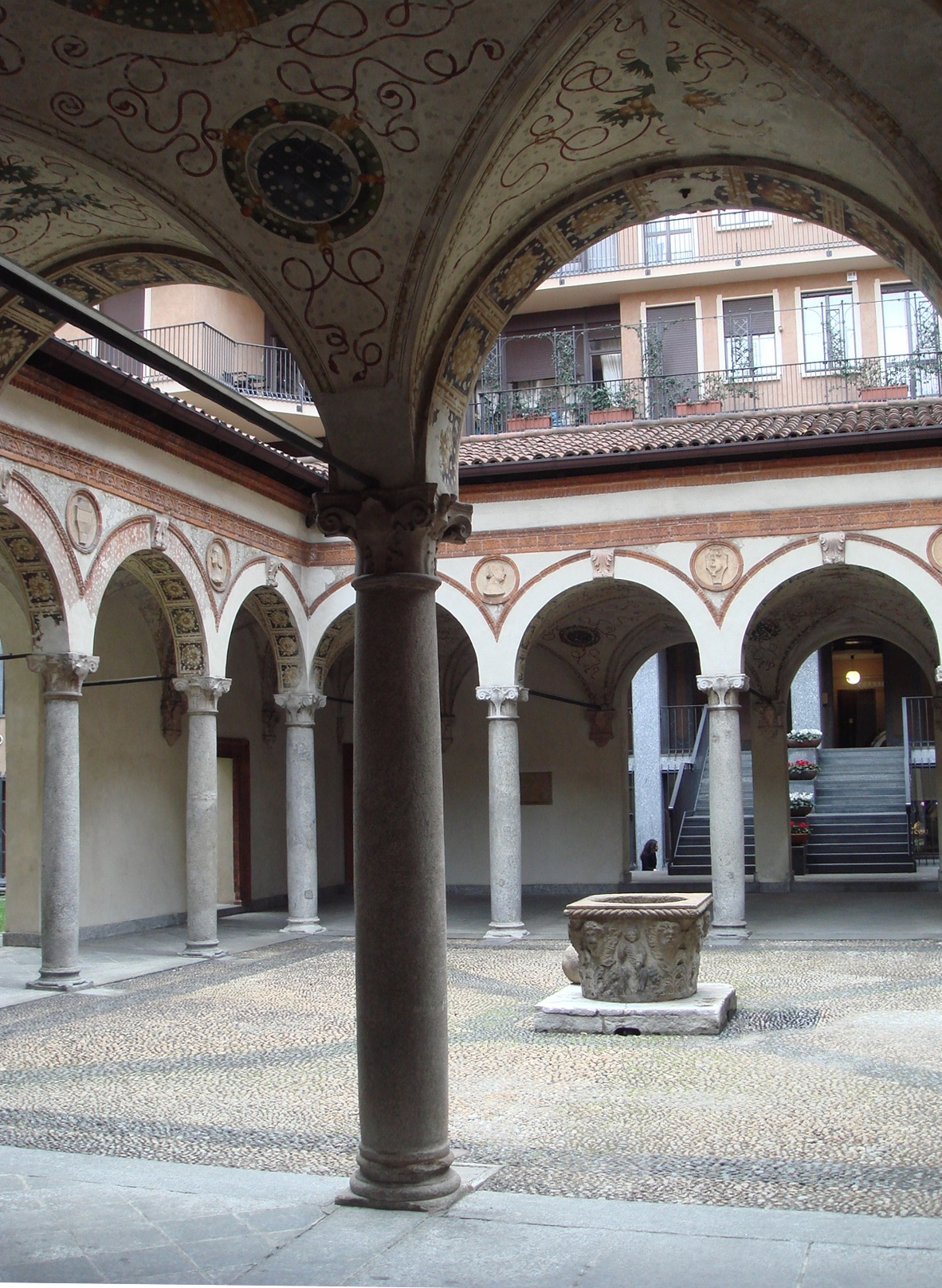
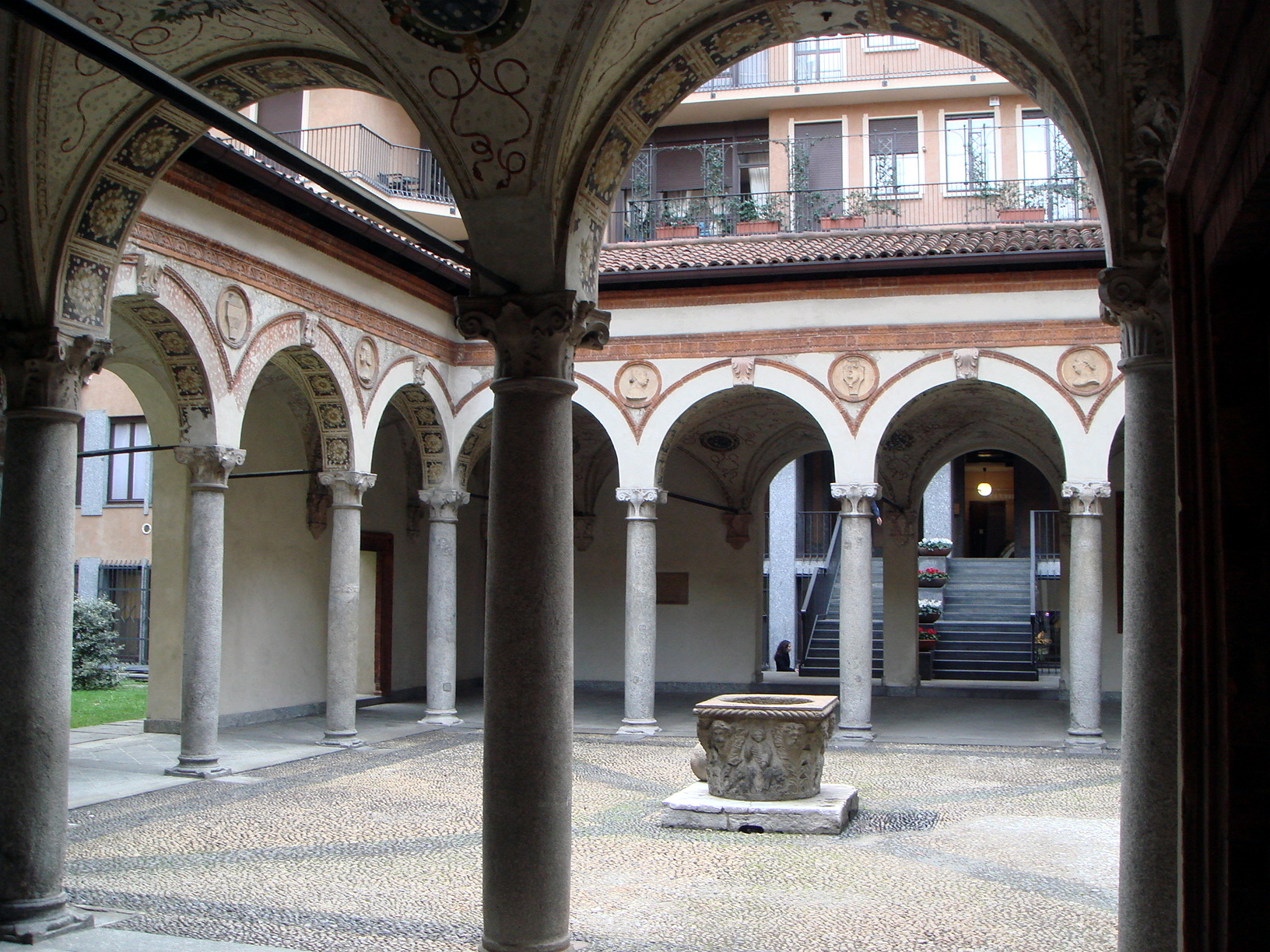
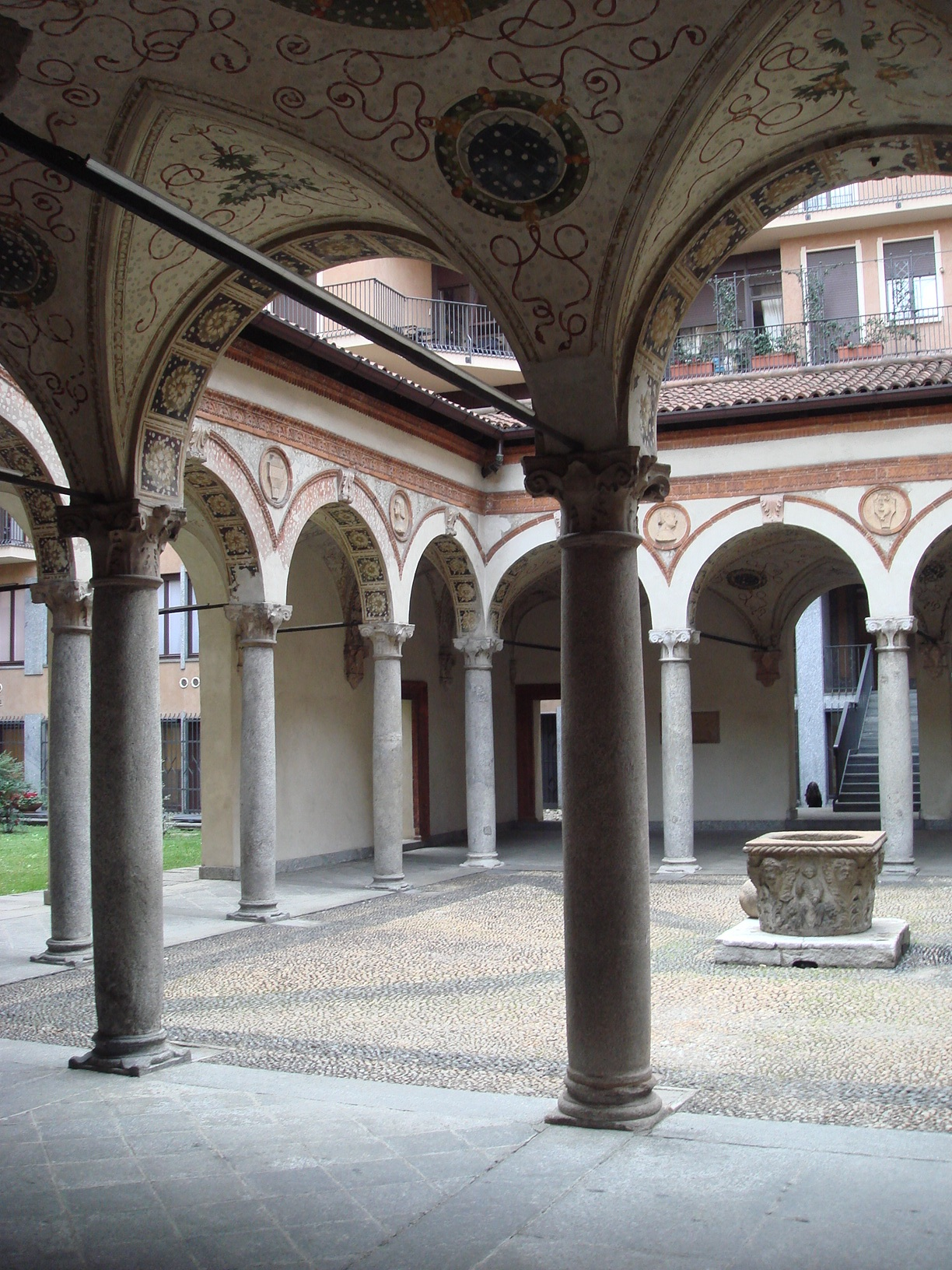
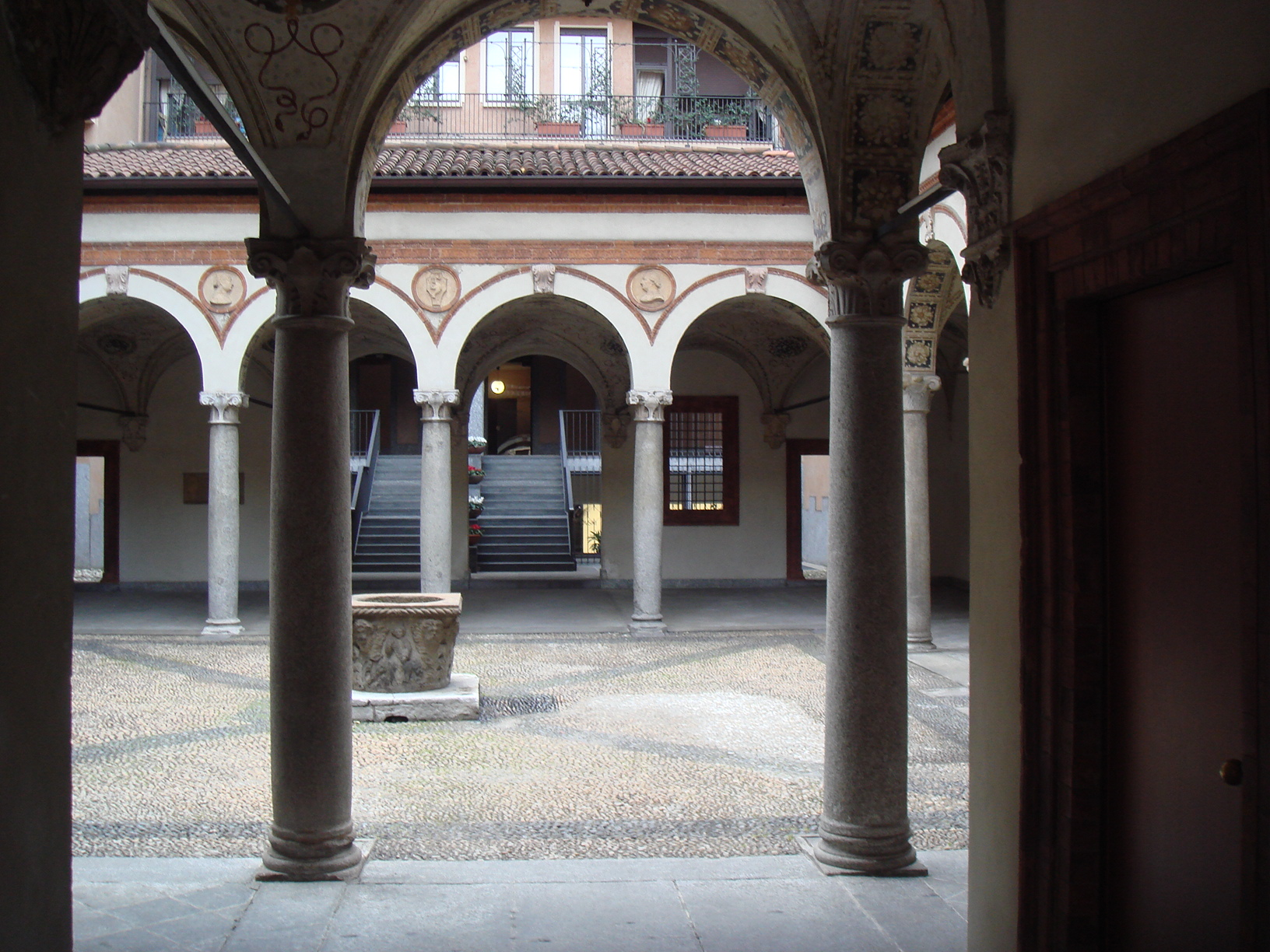
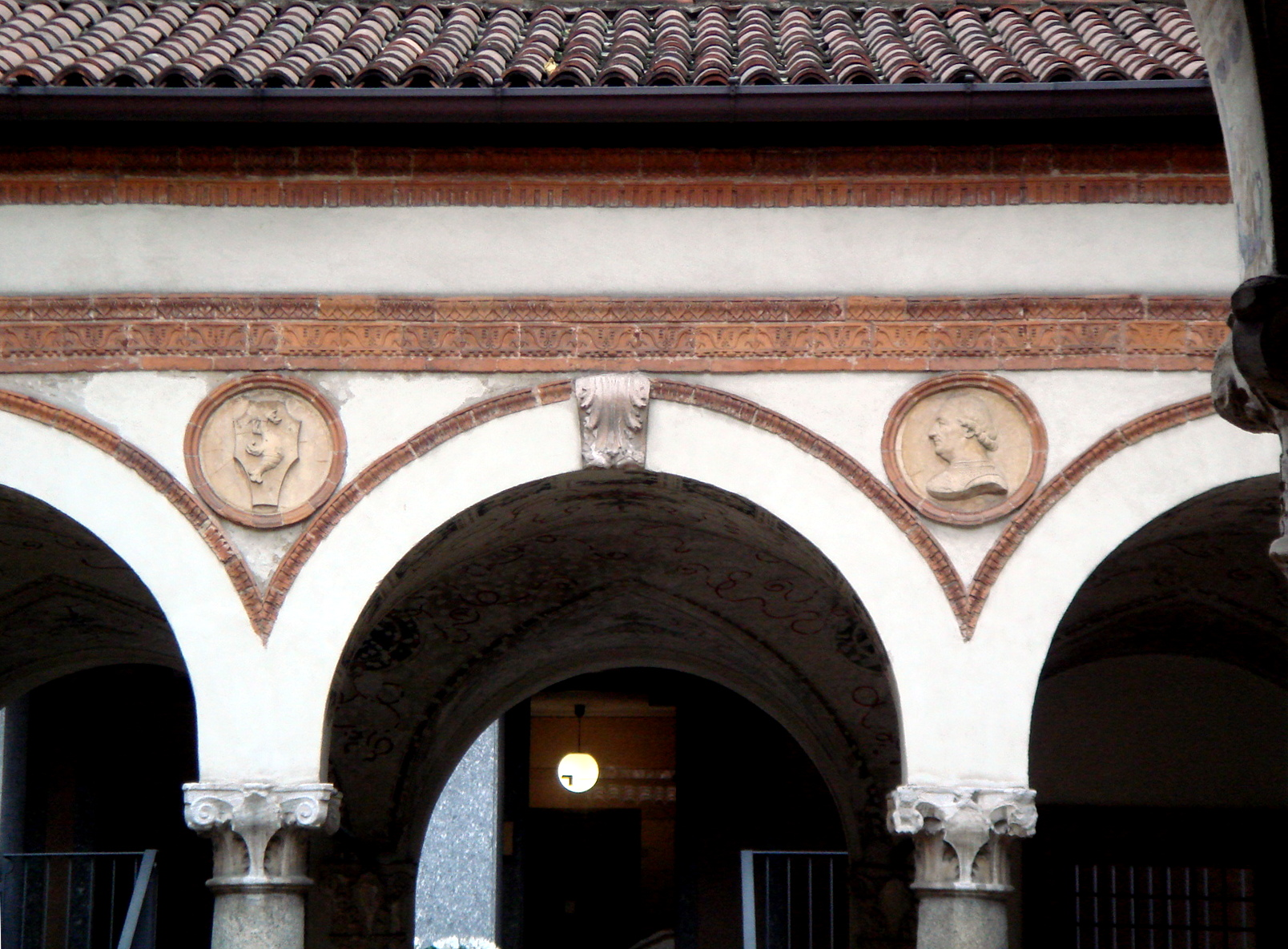